# サイプレス・スナダヤ
株式会社サイプレス・スナダヤは、愛媛県西条市小松町新屋敷に本社を置く製材メーカー。大林組の連結子会社。

## 概要
国産ヒノキ材製品の製造・販売最大手である。2018年には全国初となる材料の原木から直交集成板(CLT)の製造まで一貫生産を手がける新工場が完成した。また、直交集成板（CLT）分野では、国内最大級の幅3メートル×長さ12メートルの原板を製造できる設備を持っている。

## 事業所
- 本社・本社工場 - 愛媛県西条市小松町新屋敷甲1171番地1
- 東予インダストリアルパーク工場 - 愛媛県西条市北条962番地55

## 沿革
- 1892年 - 砂田要次が砂田屋木材店を創業。
- 1921年 - 建築請負業を開始。
- 1950年 - 「砂田屋木材有限会社」設立。
- 1970年 - 「砂田屋産業株式会社」に組織変更。
- 1991年 - 「株式会社スナダヤ」に商号変更。
- 1997年 - 国内初の米ヒバ集成材生産に着手
- 2005年 - 会社新設、分割により「株式会社サイプレス・スナダヤ」を発足。
- 2008年 - 国産桧製材、 集成材生産に着手。
- 2018年 - 東予インダストリアルパーク工場完成。製材、集成材の増産、並びにCLTの生産に着手。
- 2023年 - 大林組と資本提携を締結し、大林組の連結子会社となる。
- 2024年 - 中部電力と共同で住宅用木構造材の生産販売を行う釧路ウッドプロダクツを設立[4]。